# Mariam Ginman
Mariam Ginman, född 13 oktober 1940 i Helsingfors, är en finländsk informatiker och bibliotekarie.
Ginman blev politices doktor 1983. Hon var informatiker vid medicinska centralbiblioteket 1968–1973, därefter bland annat tillförordnad professor i biblioteksvetenskap och informatik vid Åbo Akademi 1984–1988 och ämnets professor vid nämnda universitet 1988–1993. Åren 1993–1998 verkade hon som bibliotekschef vid Centralbiblioteket för hälsovetenskaper för att sistnämnda år tillträda som professor i informationsförvaltning vid Åbo Akademi, varifrån hon avgick med pension 2006.
Ginman har som forskare intresserat sig bland annat för behovet och bruket av information i yrke och vardag. I sitt arbete kring hur information påverkar företagens resultat myntade hon begreppet informationskultur. Bland hennes arbeten märks De intellektuella resurstransformationerna: informationens roll i företagsvärlden (1987).  Svenska litteratursällskapet i Finland tilldelade henne Statsrådet Mauritz Hallbergs pris 1985.